# لوكاندة الفردوس (مسرحية)
لوكاندة الفردوس هي مسرحية مصرية صدرت عام 1964، من إخراج عبد المنعم مدبولي وبطولة عبد المنعم مدبولي، أمين الهنيدي، ثريا حلمي، نجوى سالم وسلامة إلياس.

## قصة المسرحية
يذهب عبدالمتجلي سليط المدرس الإلزامي القادم من القرية إلى لوكاندة الفردوس بعد أن لاقى عدم ترحيب من عطية الشلشلموني وزوجته شفيقة ومعه بناته الأربعة الذي يعاملهم بحزم وقوة، بينما كانت سميحة جارة عطية دائمة العراك مع زوجها مسعود بسبب غيرتها عليه، وتظن أنه على علاقة بأخرى.

## طاقم العمل
- عبد المنعم مدبولي بدور عطية الشلشلموني
- أمين الهنيدي بدور عبدالمتجلي سليط
- ثريا حلمي بدور شفيقة
- نجوى سالم بدور سميحة
- سلامة إلياس بدور مسعود